# Prokurator Międzynarodowego Trybunału Wojskowego w Norymberdze
Prokurator Międzynarodowego Trybunału Wojskowego w Norymberdze - stanowisko przy Międzynarodowym Trybunale Wojskowym w Norymberdze. Prokurator pełnił w procesach norymberskich funkcje śledcze i oskarżycielskie przeciwko największym zbrodniarzom wojennym.
Każde z czterech państw-sygnatariuszy Karty Międzynarodowego Trybunału Wojskowego wybierało jednego z czterech Głównych Prokuratorów (ang. Chief Prosecutor). Prokuratorzy mogli upoważnić inne osoby do pomocy. Tymi Prokuratorami byli z ramienia:
- USA: Robert H. Jackson (wspierany przez Telforda Taylora),
- Wielkiej Brytanii: Hartley Shawcross (wspierany przez Davida Maxwell-Fyfe'a i Johna Wheeler-Bennetta, a także Anthony'ego Marreco),
- Związku Radzieckiego: Roman A. Rudienko,
- Francji: François de Menthon i Auguste Champetier de Ribes.

Główni Prokuratorzy mieli za zadanie:
- uzgodnić między sobą sposób indywidualnej pracy każdego z nich oraz ich personelu,
- przyjąć akt oskarżenia oraz sporządzić dokumentację,
- wnieść oskarżenie do Trybunału,
- stworzyć projekt procedury oraz przedstawić go Trybunałowi do rozpatrzenia.

Główni Prokuratorzy, indywidualnie albo razem mieli także:
- prowadzić śledztwo oraz gromadzić materiał dowodowy przed albo w trakcie procesu przed Trybunałem,
- przygotować oskarżenie i przedstawić Komitetowi (ang. Committee for the Investigation and Prosecution of Major War Criminals) do akceptacji,
- wstępnie przesłuchać wszystkich potrzebnych świadków i oskarżonych,
- występować w charakterze oskarżyciela podczas procesu,
- wskazać osoby upoważnione do wykonywania ich obowiązków oraz zakres upoważnienia,
- przedsięwziąć środki jakie mogłyby się okazać konieczne dla potrzeb przygotowania albo prowadzenia procesu.